# Dance of the Rainbow Serpent
Dance of the Rainbow Serpent est une compilation avec des inédits live de Santana sorti en 1995.

## Titres

### CD 1
1. Evil Ways
2. Soul Sacrifice (live à Woodstock II)
3. Black Magic Woman/Gypsy Queen
4. Oye Como Va
5. Samba Pa Ti
6. Everybody's Everything
7. Song of the Wind
8. Toussaint l'Overture
9. In a Silent Way (Joe Zawinul)
10. Waves Within
11. Flame Sky
12. Naima

### CD 2
1. I Love You Much Too Much
2. Blues for Salvador
3. Aqua Marine
4. Bella
5. The River
6. I'll Be Waiting
7. Love Is You
8. Europa (Earth's Cry Heaven's Smile)
9. Move On
10. Somewhere in Heaven
11. Open Invitation

### CD 3
1. All I Ever Wanted
2. Hannibal
3. Brightest Star
4. Wings of Grace
5. Se Eni a Fe l'Amo-Kere Kere
6. Mudbone
7. The Healer (w/John Lee Hooker)
8. Chill Out (Things Gonna Change) (w/John Lee Hooker)
9. Sweet Black Cherry Pie (Outtake w/Larry Graham)
10. Every Now and Then (w/Vernon Reid)
11. This Is This (w/ Weather Report)